# 中央广播电视大学出版社
中央广播电视大学出版社是中国大陆的一家出版社，成立于1988年，由中央广播电视大学主办、教育部主管、集选题策划、编辑制作、出版发行为一体的国家级教育音像出版单位。